# Castelul Loch Leven
Castelul Loch Leven este un castel aflat în ruină pe o insulă din Loch Leven, în zona autorității locale Perth and Kinross din Scoția. Posibil construit în jurul anului 1300, castelul a fost locul acțiunii militare din timpul Războaielor Independenței Scoțiene (1296–1357). În ultima parte a secolului al XIV-lea, castelul a fost acordat de unchiul său lui William Douglas, primul Conte de Douglas și a rămas în familia Douglas pentru următorii 300 de ani. Maria, regina Scoției a fost ținută prizonieră aici, în 1567-1568, și forțată să abdice ca regină, înainte de a scăpa cu ajutorul familiei temnicerului ei. În 1588, temnicerul reginei a moștenit titlul de Conte de Morton și s-a mutat din castel. A fost cumpărat, în 1675, de Sir William Bruce, care a folosit castelul drept punct focal în grădina sa. Clădirea nu a mai fost niciodată folosită ca reședință.
Astăzi, rămășițele castelului sunt protejate ca monument sub îngrijirea Historic Environment Scotland. Castelul Loch Leven este accesibil de către public în timpul verii prin intermediul unui feribot.

## Istoric

### Istorie timpurie
Un castel a fost probabil construit pe insula Castle până în 1257, când, la 16 ani, regele Alexandru al III-lea al Scoției a fost adus aici cu forța de regenții săi. În timpul Primului Război de Independență Scoțian (1296-1328), armata engleză invadatoare a ocupat castelul, numit la acea vreme Castelul Loch Leven, situat într-o poziție strategică importantă, între orașele din Edinburgh, Stirling și Perth. Părți din fortificația actuală, precum curtina, ar putea data încă de atunci și au fost, probabil, construite de armata engleză. Castelul a fost capturat de către scoțieni înainte de sfârșitul secolului al XIII-lea, probabil de către forțele lui William Wallace.
Forțele engleze au asediat Loch Leven în 1301, dar garnizoana a fost eliberată în același an de către Sir John Comyn. Se știe că regele Robert Bruce (care a domnit între 1306-1329) a vizitat castelul în 1313 și din nou în 1323. După moartea lui Bruce, englezii au invadat din nou și au asediat Castelul Loch Leven în 1335 în sprijinul pretendentului Edward Balliol (d. 1364). Conform cronicii din secolul al XIV-lea a lui John de Fordun, englezii au încercat să inunde castelul prin construcția unui baraj în avalul lacului. Nivelul apei a crescut timp de o lună, până când căpitanul englezilor, Sir John de Stirling, a plecat pentru a participa la festivalul Sfintei Margareta a Scoției. Apărătorii, sub Alan de Vipont, au avut astfel posibilitatea să iasă din castel pe timp de noapte și să strice barajul, făcându-l să se prăbușească și să inunde tabăra engleză. Cu toate acestea, povestea a fost pusă la îndoială de către istoricii de mai târziu.
Castelul Loch Leven a fost consolidat în secolul al XIV-lea sau la începutul secolului al XV-lea, prin adăugarea casei turn cu cinci etaje sau a donjonului. Conform Historic Scotland, casa este din secolul al XIV-lea, ceea ce o face una dintre cele mai vechi case turn din Scoția care încă mai există substanțial. În 1390, regele Robert al II-lea (care a domnit între 1371–1390) i-a acordat castelul lui Sir Henry Douglas, soțul nepoatei sale Marjory. Din secolul al XIV-lea, castelul a servit ca închisoare de stat. Înainte de a deveni rege, Robert al II-lea a fost ținut aici în 1369, așa cum a fost și Archibald Douglas, al 5-lea Conte de Douglas (d. 1439) în prima jumătate a secolului al XV-lea. Patrick Graham, arhiepiscop de Sf. Andrews, a murit în captivitate la castel în 1478. 

### Secolul al XVI-lea

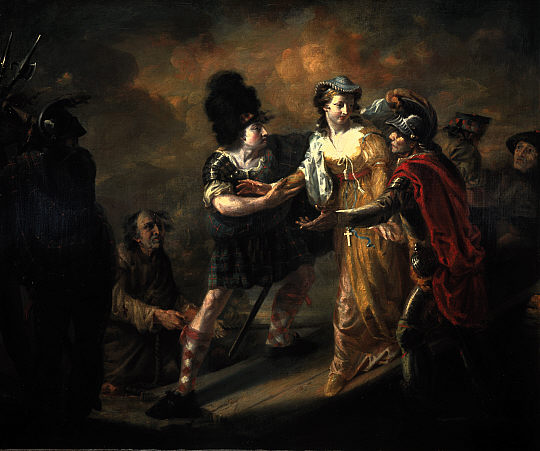
Mary, Queen of Scots Scoating from Loch Leven Castle (1805) de William Craig Shirreff.

Maria, Regina Scoțienilor, care a domnit între 1542-1567, a vizitat pentru prima dată Loch Leven în 1565 ca oaspete a lui Sir William Douglas de Lochleven (d. 1606). Aici a purtat discuții cu predicatorul calvinist John Knox. 
Maria a revenit la Loch Leven ca prizonieră, din 17 iunie 1567 până la evadare pe 2 mai 1568. La Bătălia de la Carberry Hill pe 15 iunie, Mary s-a predat nobilimii, care se opuneau căsătoriei ei cu Contele de Bothwell. Ea a fost dusă la Loch Leven și dată în custodia lui Sir William Douglas de Lochleven. Și-a petrecut mare parte din captivitate locuind în turnul Glassin la începutul secolului al XVI-lea, în colțul de sud-est al castelului. În afară de Sir William, în castel locuiau mama lui, Lady Margaret Douglas, mama fratelui vitreg al Mariei, Conte de Moray, și a fratelui său, George Douglas, precum și Willie Douglas, o rudă orfană. Maria s-a îmbolnăvit la sosire, fiind suspectată de otrăvire, iar înainte de 24 iulie a pierdut sarcina cu gemeni după ce a rămas însărcinată cu Bothwell. Copiii au fost îngropați în grabă pe insulă. După doar câteva zile a fost forțată să abdice ca Regină a Scoției în favoarea copilului ei, Iacob.
Mary și-a revenit în timpul toamnei și iernii și, treptat, l-a câștigat de partea ei pe George Douglas. Un contemporan a scris că George a fost „în fantezie de dragoste cu ea”. Maria l-a rugat pe slujitorul ei, Servais de Condé, să-i trimită materiale pentru proiecte de textilerie și broderie, în timp ce a încercat să evadeze de mai multe ori. Odată, Maria a pretins a fi o spălătoreasă, în timp ce una dintre slujnicele sale i-a luat locul în castel. Cu toate acestea, barcagiul care trebuia să o treacă lacul a recunoscut-o și a dus-o înapoi. O altă încercare de evadare a fost făcută prin escaladarea peretelui de 2,1 m al castelului, dar o altă doamnă în așteptare s-a rănit atunci când exersau evadarea. În noaptea evadării care a avut succes, Willie Douglas a furat cheile și a eliberat-o pe Maria, îmbrăcată ca servitoare, din castel. A fost trecută cu barca peste lac, iar pe mal era așteptată de George Douglas, alături de 200 de călăreți. Astfel, au fugit la Castelul Niddry în Lothian. Castelul este unul dintre multele din Scoția despre care se spune că este bântuit de spiritul Mariei, fiind locul unde așteaptă întoarcerea gemenilor pentru a le spune că moartea lor nu a fost vina ei. Tristețea simțită la pierderea sarcinii a ținut-o captivă între zidurile castelului.
Contele englez de Northumberland a fost de asemenea ținut aici, după ce a jignit-o pe Elisabeta I a Angliei. El a fost închis la Loch Leven pentru doi ani, înainte de a fi trimis înapoi în Anglia pentru a fi executat. În 1588, Sir William Douglas de Lochleven a moștenit titlul de Conte de Morton, drept al 6-lea conte. Alături de titlu, a moștenit alte proprietăți, inclusiv Castelul Aberdour din Fife, iar astfel Castelul Loch Leven a devenit mai puțin utilizat. 

### Sir William Bruce

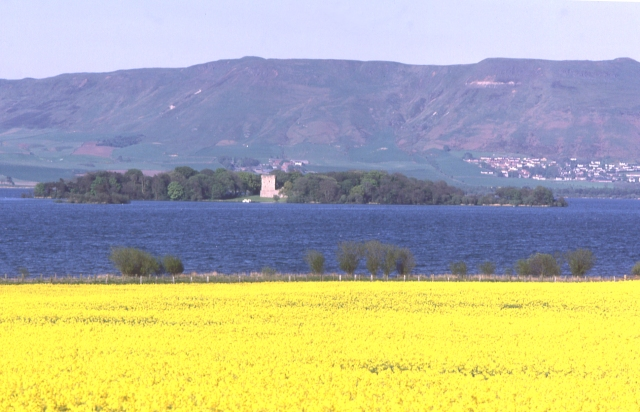
Vedere a Castelului Loch Leven peste câmpuri de rapiță înflorită

În jurul anului 1546, Margaret Erskine și fiul ei William Douglas au construit o casă pe malul lacului, cunoscută sub numele de „Newhouse”. „Newhouse” a înlocuit castelul insulei ca centru legal al moșiei în 1619. Pe 12 mai 1589, William Douglas, al 6-lea Conte de Morton l-a întreținut pe amiralul danez Peder Munk la Newhouse. Acesta fusese la Palatul Falkland pentru a intra în posesia proprietății ca parte a zestrei regelui pentru mireasa sa, Ana a Danemarcei. 
În 1675, moșia Loch Leven a fost cumpărată de la familia Douglas de către Sir William Bruce (c. 1630-1710), arhitect regal în Scoția. Bruce a construit în apropiere Kinross House pe malul lacului din 1686, aliniind axa principală a casei și grădinii cu cea a castelului din depărtare. „Newhouse”, care a fost în cele din urmă demolată în 1723, se afla la nord de locul lui Bruce. Kinross a fost una dintre primele clădiri în stil clasic ridicate în Scoția. Ulterior, Castelul Loch Leven nu a mai fost folosit ca locuință, dar Bruce l-a păstrat drept punct pitoresc pentru grădinile sale. 

### Perioada recentă
Castelul Loch Leven a căzut în ruină până în secolul al XVIII-lea, dar ruinele au fost curățate de gunoaie și conservate în 1840. Moșia a trecut de la familia Bruce la familia Graham în secolul al XVIII-lea și apoi, în secolul al XIX-lea, la familia Montgomery, care nu mai ocupă Kinross House. 
Castelul Loch Leven a fost trecut în grija statului în 1939, iar acum este administrat de Historic Environment Scotland. Astăzi, la castel se poate ajunge din Kinross cu un feribot de 12 persoane, operat în lunile de vară. Ruinele castelului sunt protejate ca Scheduled Ancient Monument. 

## Descriere

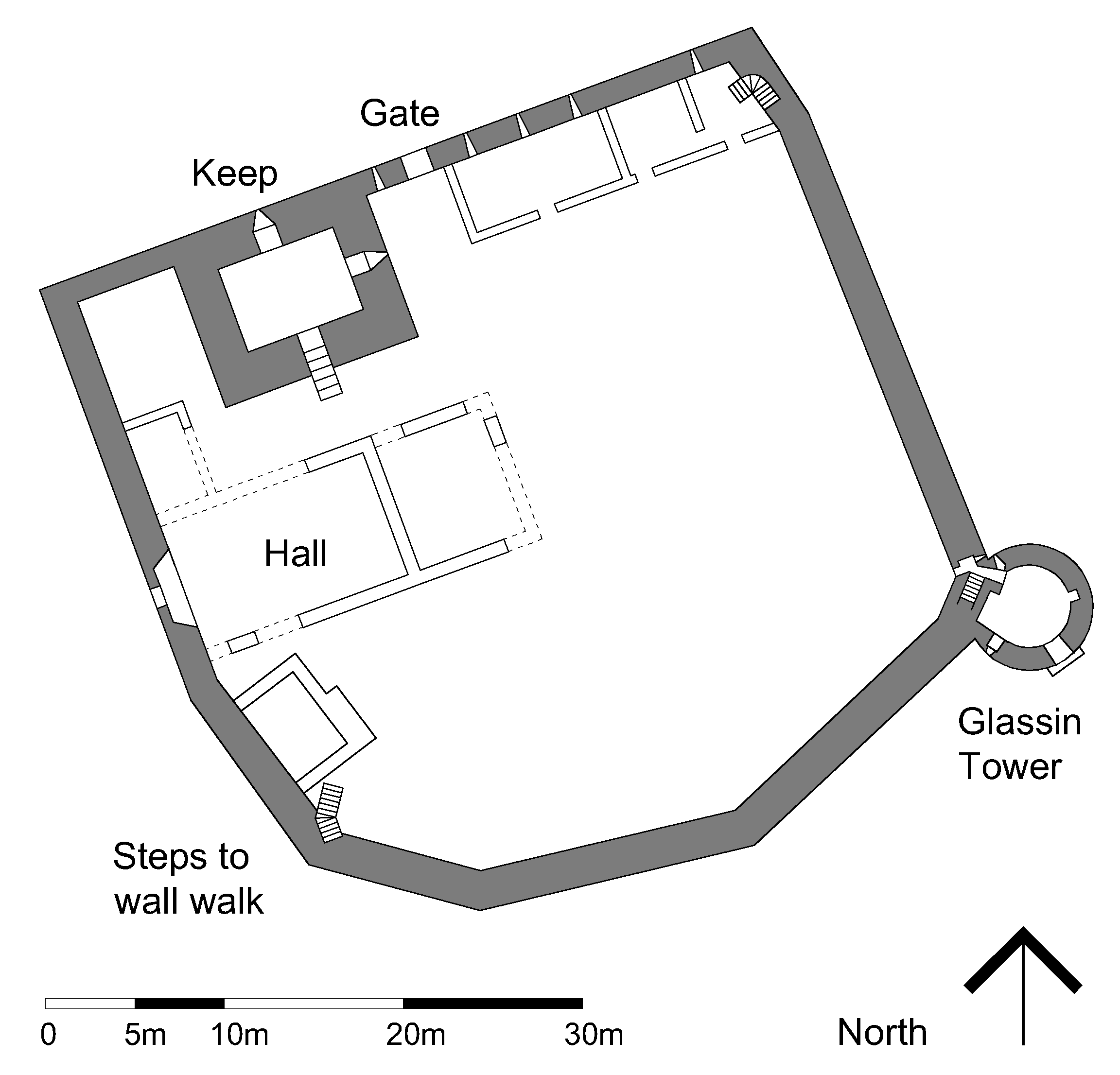
Planul parterului Castelului Loch Leven.

Castelul și o incintă exterioară care este abia vizibilă astăzi au ocupat inițial aproape întreaga suprafață a insulei. Insula actuală, împădurită și considerabil mai mare, s-a format la începutul secolului al XIX-lea, când regularizarea albiei fluxului de ieșire a râului Leven, care intră în Firth of Forth în orașul Leven, a dus la o scădere substanțială a nivelului apei. 
Castelul este format dintr-o curte dreptunghiulară, înconjurată de o curtină, cu un donjon într-un colț și turnul rotund Glassin amplasat în colțul opus. Fundațiile unei serii de clădiri acum demolate rămân de-a lungul a două laturi ale curții. Din curtea exterioară, numai un banc de pământ arată poziția pereților, resturile fragmentare ale unei brutării fiind singurele structuri vizibile. 

### Turnul
Donjonul, aflat în colțul de vest al incintei, măsoară 11,1 m pe 9,6 m și inițial avea cinci etaje. Acoperișul și podelele din lemn nu mai există înprezent. Nivelul cel mai de jos este un subsol boltit, cu o bucătărie boltită deasupra. Sala principală era la etajul următor, cu dormitoare deasupra, toate legate printr-o scară în spirală. 

### Turnul Glassin
Turnul Glassin este un turn rotund care a fost construit în colțul de sud-est al vechiului zid, probabil în jurul anului 1550. Originea cuvântului „Glassin” nu este cunoscută. Scopul turnului a fost să ofere cazare suplimentară și să ofere castelului un aspect mai impunător. În plus, apărarea a fost astfel îmbunătățită prin adăugarea de găuri care permiteau ca focurile de armă să fie direcționate de-a lungul feței exterioare a curtinei. Turnul are un subsol boltit pentru stocarea apei, în care se poate ajunge separat din curte. Subsolul are canale separate pentru a permite colectarea apei din lac și drenarea apei reziduale printr-o scurgere în pantă. Camera inferioară are un bovindou care oferea vederi asupra lacului. Camera superioară servea drept dormitor. În partea de sus, o cameră mică a fost posibil un birou sau o bibliotecă.

### Descoperiri arheologice
O excavare minoră în 1995 a găsit picioarele și două trepte ale unei scări de piatră care asigurau accesul spre Sala Mare a turnului. În plus, ceramică și oase de animale din secolul al XVI-lea au fost găsite la peste jumătate de metru adâncime în gunoaie în apropierea scării principale. 